# مسجد السلطان عبد المجيد
مسجد السلطان عبد المجيد، هو مسجد أثري تاريخي في مدينة جبيل اللبنانية شيد في العهد الأيوبي على أنقاض مسجد بني في عهد الخلفاء الراشدين، ثم اعيد ترميمه في عهد العثمانيين، تعلوه قبة نصف كروية وعلى زاويته الشمالية الغربية مئذنة مثمنة الشكل.

## بناء المسجد
شيد مسجد السلطان عبد المجيد في عهد صلاح الدين الأيوبي عام 1186 ميلادية على أنقاض مسجد قديم بناه المسلمون في عهد الخلفاء الراشدين، وقام السلطان العثماني عبد المجيد بإعادة تأهيله عام 1648 للمحافظة على طابعه الديني ومركزه الفريد وسط مدينة مغمورة بالآثار.
وفي عام 1783 رمم الأمير يوسف الشهابي المسجد، وأضاف اليه جناحا في الجهة الغربية يضم بابا خشبيا للمئذنة، ويرتفع الجناح الجديد 3 درجات عن الحرم الأساسي الذي تتوسطه القبة القائمة على هيكل دائري.
وفي مطلع القرن التاسع عشر شيد مصلى للنساء في الجهة المقابلة للمسجد، حجارته صفراء جلبت من أنقاض قلعة جبيل، ويضم محرابا في جدار صدره وغرفة للوضوء.
يضم المسجد ثريات قديمة العهد، إضافة إلى مكتبة تاريخية تحوي كتب الفقه ومخطوطات باللغة العربية.

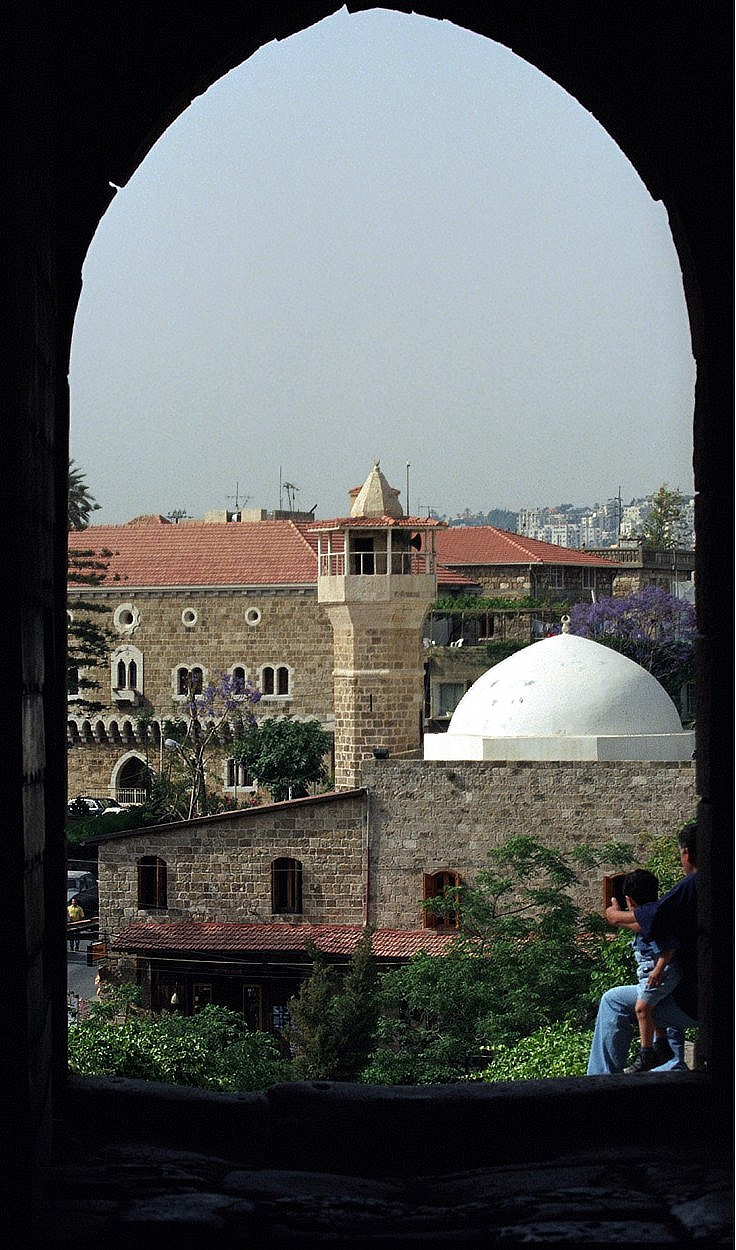
المأذنة والقبة

## المحراب
المحراب يشكل «حنية» مجوفة تسير في جدار القبلة، فقد اتخذ أحجاما وطرقاً هندسية عدة في العمارة الإسلامية. ويعود المحراب إلى العهد العثماني، وهو مصنوع من الحجارة الصلبة وإلى جانبه عمودان من الرخام وزخرفة عثمانية تعلوها سورة آل عمران. ويعين المحراب اتجاه القبلة.

## المنبر
إلى يمين من المحراب يقع منبر مربع الشكل مصنوع من حجارة الصخور وتتوسطه قبة دائرية الشكل تضفي على المسجد عنصراً معماريا جميلا وتوازنا.

## المأذنة
مئذنة مسجد السلطان عبد المجيد تقع في الجهة الغربية، وهي مثمنة الشكل تنتهي بقبة صغيرة بيضوية يعلوها الهلال.

## الميضأة
للمحافظة على البناء من الرطوبة والتلف، أنشئ مكان الوضوء في مسجد السلطان عبد المجيد في الطبقة السفلية، رغم أنه من المعلوم أن الميضأة توضع في صحن المسجد.